# Paradise Kiss
Paradise Kiss (jap. パラダイス・キス Paradaisu Kisu), w skrócie Parakiss – manga autorstwa Ai Yazawy, która ukazywała się w japońskim magazynie Zipper od 1999 do 2003 roku. Opowiada ona historię Yukari Hayasaki, osiemnastoletniej uczennicy prestiżowego liceum, która zostaje zwerbowana jako modelka do szkolnego pokazu przez czwórkę absolwentów technikum artystycznego Yazawa (Yazagaku) i od tej pory zaczyna wieść zupełnie nowe życie.
Manga sprzedała się w ponad 6 milionach egzemplarzach i została przetłumaczona na 10 języków.

## Fabuła
Yukari Hayasaka mieszka w Tokio razem z młodszym bratem Suguru i surową oraz wymagającą matką Yasuko. Na skutek zaborczości matki, Yukari poświęca całe dnie nauce, byle by tylko nie zawieść pokładanych w niej nadziei. Pewnego dnia zostaje poproszona przez czterech uczniów Yazagaku, Miwako Sakurade, Arashiego Nagase, Daisuke „Isabelle” Yamamoto i Joujiego „George’a” Koizumi o występ w charakterze modelki na pokazie mody w ich szkole. Początkowo Yukari odmawia pod pretekstem nauki do egzaminów. Dowiaduje się, że wszyscy tworzą grupę projektantów zwaną Paradise Kiss. Widząc, jak bardzo poważnie traktują swoje zajęcie i jak odmiennie patrzą na świat, przyjmuje jednak ich propozycję zostania modelką. Dodatkowo na jej decyzję wpływa fascynacja szefem Paradise Kiss, George’em. Początkowo Yukari na potrzeby spotkań z nowo poznanymi ludźmi przestaje chodzić do szkoły przygotowawczej, rezygnuje też z nauki w bibliotece. Wszystko utrzymuje w sekrecie przed wymagającą matką, która z pewnością nie pochwaliłaby decyzji córki o zostaniu modelką. Yukari, czując się coraz lepiej w gronie przyjaciół, pomaga w wyszywaniu sukni na pokaz koralikami, zaczyna również umawiać się z George’em. Przypadkiem dowiaduje się, że jej szkolny kolega, Hiroyuki Tokumori był kiedyś przyjacielem Arashiego i Miwako. Chcąc pomóc, postanawia zorganizować spotkanie, nieświadoma faktu, iż Tokumori był kiedyś chłopakiem Miwako, ta jednak zostawiła go pod wpływem zazdrosnego Arashiego i zerwała z nim kontakt (spotkanie to nieco komplikuje relacje Arashiego i Miwako). Dręczona wyrzutami sumienia z powodu ciągłego oszukiwania matki Yukari postanawia powiedzieć jej o pokazie mody Yazagaku. Matka zabrania jej w nim uczestniczyć i zakazuje zadawania się z przyjaciółmi. Wówczas Yukari ucieka z domu i postanawia rzucić szkołę. Początkowo mieszka w mieszkaniu Arashiego, który na ten czas wyprowadza się do swoich rodziców, potem zaś przeprowadza się do George’a. Nie chcąc żyć na koszt przyjaciół, Yukari postanawia znaleźć pracę. Dzięki pomocy Mikako Kouda, starszej siostry Miwako i głównej projektantki znanej firmy „Happy Berry”, Yukari dostaje swoją pierwszą w życiu pracę – ma wziąć udział w sesji fotograficznej dla magazynu „Zipper”. Wkrótce potem zostaje zwerbowana do agencji modelek prowadzonej przez Kozue Shimamoto, przyjaciółkę Mikako. Niestety, aby zacząć pracować, Yukari potrzebuje pisemnej zgody matki, przez co postanawia wrócić do domu i pogodzić się z rodzicielką. Mama w końcu zgadza się, aby Yukari została modelką, pod warunkiem, że skończy liceum. W międzyczasie odbywa się pokaz Yazagaku. Yukari z powodzeniem występuje na wybiegu, jednak mimo to suknia Paradise Kiss zajmuje w konkursie drugie miejsce.
Po zakończeniu roku szkolnego, ostatniej klasy liceum, George rozstaje się z Yukari, gdyż postanawia wyjechać do Paryża. Razem z nim wyjeżdża Isabella, po kryjomu zakradając się na statek, natomiast Yukari zostaje ze względu na swoją pracę. W krótkim czasie stała się bardzo popularną modelką i narzeczoną Hiroyuki Tokumoriego. Arashi i Miwako również zostają w Tokio, mają dziecko Erike-chan.

## Bohaterowie
- Yukari „Caroline” Hayasaka (jap. 早坂紫 Hayasaka Yukari) – osiemnastolatka niezwykłej urody, uczennica prestiżowego liceum. Jej życie to nieustanna nauka i próby przypodobania się surowej matce do momentu, aż pewnego dnia zostaje zwerbowana przez uczniów technikum Yazawa, którzy chcą, aby została modelką na ich szkolnym pokazie. Początkowo bohaterka nie zgadza się, zasłaniając się nauką i egzaminami na studia, jednak wkrótce fascynacja nowymi znajomymi, w szczególności Jōji Koizumim, bierze górę nad wątpliwościami dziewczyny. Od tej pory zaczyna regularnie brać udział w przygotowaniach do pokazów, rezygnując ze szkoły przygotowawczej. Zakochuje się również w Jōji. Apodyktyczna matka dowiadując się o planach córki, kategorycznie zabrania jej utrzymywania jakichkolwiek kontaktów z jej nowymi przyjaciółmi. W akcie desperacji, Yukari ucieka z domu i postanawia zamieszkać u Jōji, rzucić szkołę i zacząć regularnie pracować jako modelka. Dzięki pomocy starszej siostry przyjaciółki Miwako, uznanej projektantki Mikako Koda, szybko znajduje agencję, dzięki której jej kariera zaczyna się rozwijać.
- Jōji „George” Koizumi (jap. 小泉譲二 Koizumi Jōji) – osiemnastoletni uczeń technikum artystycznego Yazawa (Yazagaku) na wydziale Krawiectwo i obiecującym przyszłym projektantem mody. Wraz z trójką przyjaciół - Miwako, Arashim i Isabellą stworzył Paradise Kiss (ParaKiss) - własną markę odzieży. George jest nieślubnym synem bardzo bogatego prezesa dużej firmy - Jouichi Nikaido i popularnej niegdyś modelki, a obecnej nadal pięknej, ale sfrustrowanej i bezrobotnej, niemal czterdziestoletniej Yukino Koizumi. Od zawsze przyzwyczajony był do wielkich luksusów, ojciec nie skąpił na niego pieniędzy, posyłał do najdroższych szkół, a gdy George skończył 14 lat, przeprowadził się do wielkiego, luksusowego mieszkania. Chociaż jest czystej krwi Japończykiem, już od podstawówki stylizował się na „fałszywego Europejczyka”, używając jako pseudonimu imienia George i nosząc niebieskie szkła kontaktowe. Jest zdeklarowanym biseksualistą. Jako projektant, George realizuje swoje artystyczne wizje, nie przejmując się obowiązującymi trendami w modzie, nie znosi prostoty, uwielbia przepych. Jego kreacje nie trafiają w gusta szerszego odbiorcy, stąd wiele osób obawiało się, iż George nie utrzyma się jako projektant. Jednak po ukończeniu szkoły George wyprowadza się z Japonii i zaczyna projektować kostiumy do spektakli. Jest w tym tak dobry, że wkrótce w jego strojach występują artyści na Broadwayu.
- Miwako Sakurada (jap. 櫻田実和子 Sakurada Miwako)
- Arashi Nagase (jap. 永瀬嵐 Nagase Arashi)
- Isabella Yamamoto (jap. 山本イサベラ Yamamoto Isabera)
- Hiroyuki Tokumori (jap. 徳森浩行 Tokumori Hiroyuki)

### Postacie drugoplanowe
- Yasuko Hayasaka – matka Yukari
- Suguru Hayasaka – młodszy brat Yukari
- Mikako Kouda (幸田実果子) – główna projektantka firmy „Happy Berry”, starsza siostra Miwako
- Kozue Shimamoto – przyjaciółka Mikako, właścicielka agencji modelek
- Jouichi Nikaido – ojciec George’a, prezes dużej firmy
- Yukino Koizumi – matka George’a
- Kaori Aso (麻生香) – przyjaciółka George’a, uczy się na stypendium w Londynie
- Seiji Satsuki – stylista i wizażysta
- Hamada – nauczycielka w Yazagaku
- Alice Yamaguchi (山口アリス) – córka Mikako, uczennica podstawówki

## Manga
| Nr | Język japoński       | Język japoński     | Język polski        | Język polski       |
| Nr | Data wydania         | ISBN               | Data wydania        | ISBN               |
| -- | -------------------- | ------------------ | ------------------- | ------------------ |
| 1  | 31 marca 2000        | ISBN 4-396-76219-4 | 1 października 2003 | ISBN 83-88272-69-1 |
| 2  | 23 stycznia 2001     | ISBN 4-396-76240-2 | 1 stycznia 2004     | ISBN 83-88272-74-8 |
| 3  | 31 października 2001 | ISBN 4-396-76259-3 | 1 marca 2004        | ISBN 83-88272-79-9 |
| 4  | 27 czerwca 2002      | ISBN 4-396-76276-3 | 1 maja 2004         | ISBN 83-88272-84-5 |
| 5  | 23 sierpnia 2003     | ISBN 4-396-76308-5 | 1 lipca 2004        | ISBN 83-88272-89-6 |

## Live action
Na podstawie mangi Paradise Kiss powstał japońskojęzyczny live action. Budżet filmu wynosi od 3–4 milionów $. Premiera odbyła się 4 czerwca 2011 roku. W rolach głównych występują: Keiko Kitagawa (Yukari Hayasaka), Osamu Mukai (Jouji „George” Koizumi), Aya Omasa (Miwako Sakurada) i Kento Kaku (Arashi Nagase).